# Ekenäsnejdens svenska församling

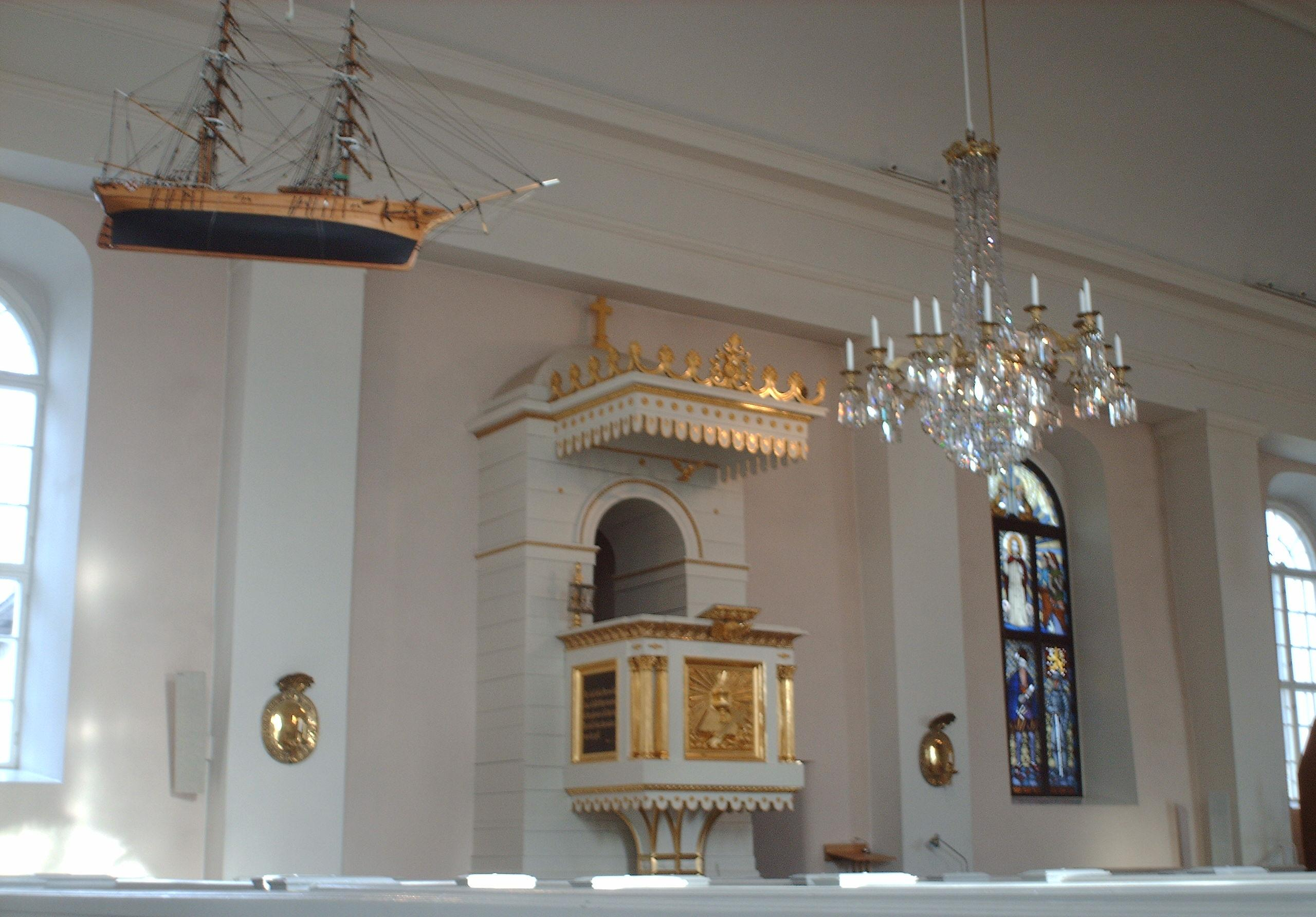
Predikstolen i Ekenäs kyrka

Ekenäsnejdens svenska församling grundades år 2015, då församlingsfördelningen i Raseborgs stad förnyades. Då förenades de tidigare självständiga församlingarna i Bromarv, Ekenäs, Snappertuna och Tenala. Församlingen motsvarar det område som Ekenäs stad hade till 2008 och fick 1993 när Tenala uppgick i Ekenäs. Samtidigt grundades också Karis-Pojo svenska församling och Raseborgs finska församling; den sistnämnda täcker hela Raseborgs stads område.  
Församlingen har 9 583 medlemmar (08/2018). Dess kyrkoherde är Anders Lindström.

## Församlingens kyrkor
- Bromarvs kyrka (1981)
- Ekenäs kyrka (1600-talet, ombyggd 1842)
- Snappertuna kyrka (1688)
- Tenala kyrka (1300-1400-talen)